# Félix (Fußballspieler)
Félix, mit vollem Namen Félix Miéli Venerando (* 24. Dezember 1937 in São Paulo; † 24. August 2012), war ein brasilianischer Fußballspieler.
Félix war Torhüter bei Associação Portuguesa de Desportos und Fluminense Rio de Janeiro. Er absolvierte 39 Länderspiele für die brasilianische Nationalmannschaft. Seinen Karrierehöhepunkt erlebte er 1970, als Brasilien alle Qualifikations- und Endrundenspiele der WM 1970 gewann und in Mexiko Weltmeister wurde. Félix stand in jedem Spiel in der Startaufstellung, so auch im Finale gegen Italien.

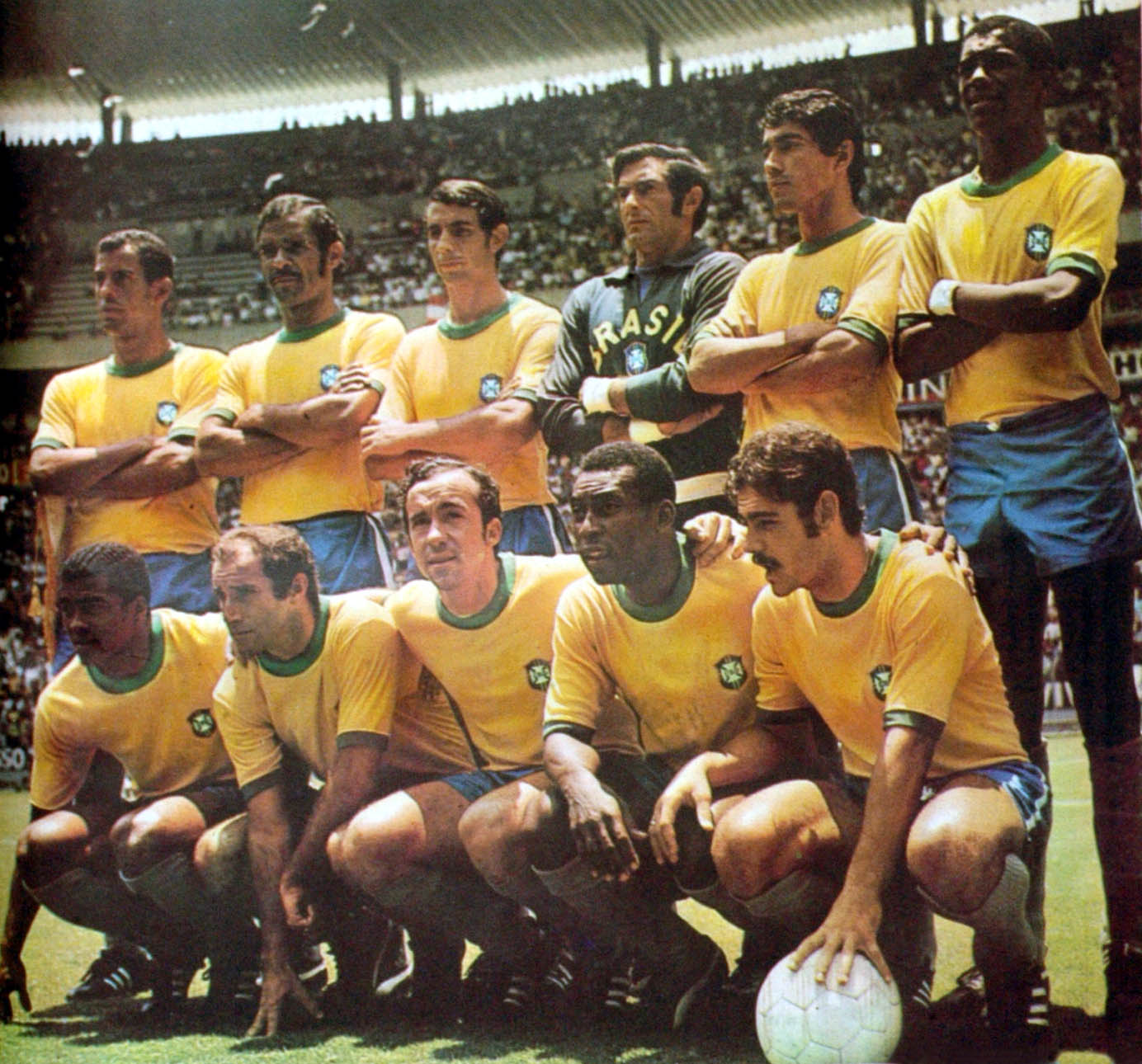
Die Weltmeister-Mannschaft 1970 vor dem Viertelfinalspiel gegen Peru. Torwart Felix als Dritter von rechts (hintere Reihe)

## Erfolge
Nationalmannschaft
- Weltmeister: 1970 (6 Einsätze)
- Copa Río Branco (2): 1967, 1968

Portuguesa
- Torneio Rio-São Paulo: 1955

Fluminense
- Staatsmeisterschaft von Rio de Janeiro (5): 1969, 1971, 1973, 1975, 1976
- Torneio Roberto Gomes Pedrosa: 1970